# Yarrows

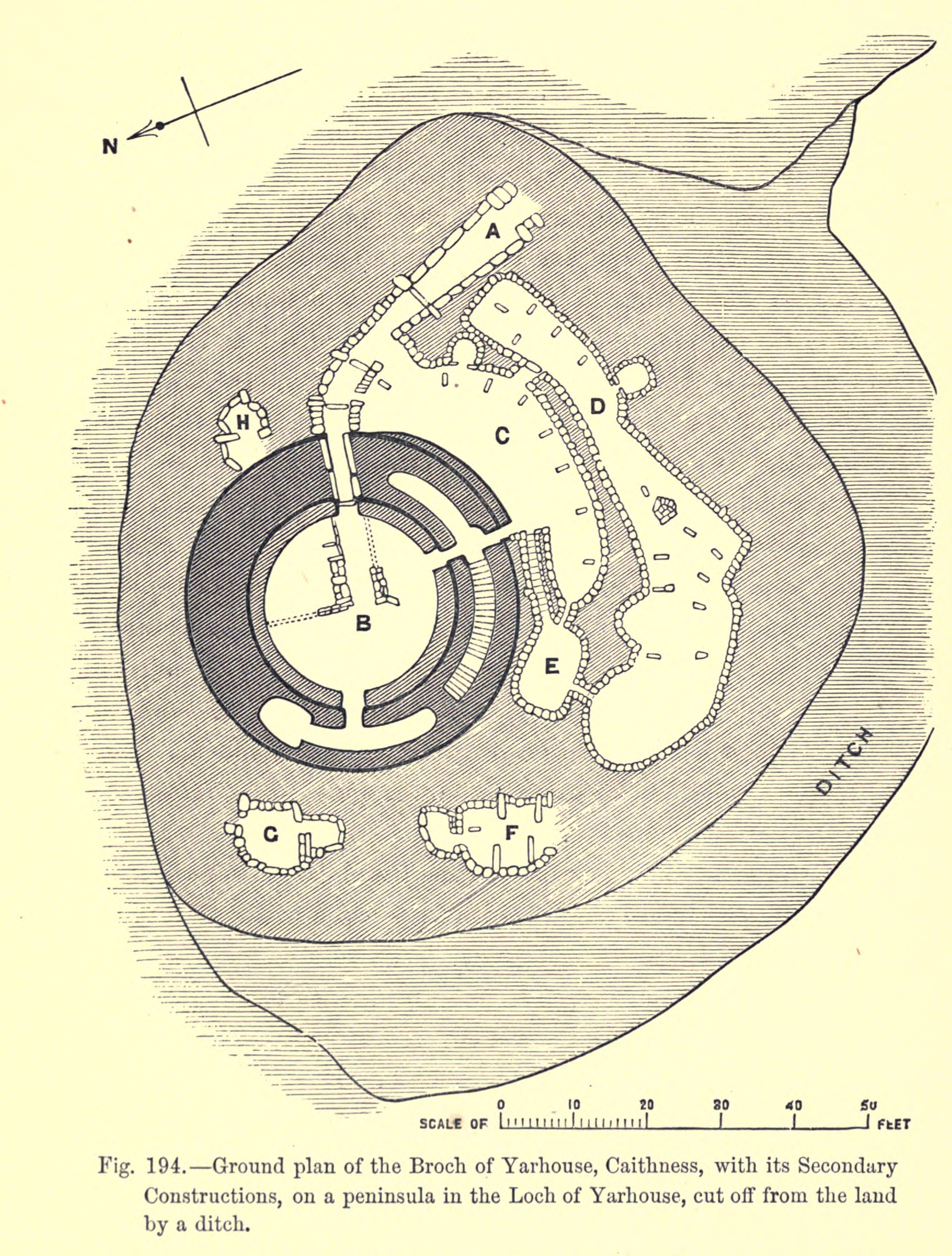
Plan von Anderson 1883

Der Broch und die Passage Tombs von Yarrows liegen bei Thrumster in Caithness in den schottischen Highlands. Der Broch liegt westlich des Ortes und des Loch of Yarrows auf moorigem Terrain. Der Spiegel des Sees liegt heute höher als vor etwa 2000 Jahren, als der Broch gebaut wurde. Wahrscheinlich war der umgebende Graben bereits damals mit Wasser gefüllt.

## Der Broch
Der Broch of Yarrows, auch (Broch of Yarhouse) hat innerhalb des Zugangs, auf der rechten Seite eine ungewöhnlich lange, so genannte Wächterzelle (englisch guard-cell). Auf der gegenüber liegenden Seite führte eine Treppe in die nicht mehr vorhandene obere Ebene. Im Innenraum gibt es (westlich) links einen außermittigen Zugang zu der einzigen T-förmigen intramuralen Doppelzelle, deren rechte Hälfte eingeschnürt ist um sich am Ende herzförmig zu erweitern. Auf der Ostseite liegt ein zweiter (späterer?) Zugang ohne jegliche Einbauten.

## Das Souterrain
Zwischen dem Broch und dem Graben standen Steinpfeiler, die das Dach eines Souterrains stützen, dessen Zugang im Zentrum des Brochs liegt. Im Umfeld sind weitere Strukturen erkennbar. Ausgrabung fanden in der Mitte des 19. Jahrhunderts statt. Wahrscheinlich wurde der Broch in der ersten Hälfte des 1. Jahrtausends n. Chr. erbaut.

## Heel-shaped Cairns
Bergauf liegen zwei Langhügel, die auch in der Mitte des 19. Jahrhunderts ausgegraben wurden. Der 73 m lange südliche Hügel ist besser erhalten. Eine seiner Schmalseiten ist konkav  (Horned Cairn), die Kammer liegt am breiteren Ostende. Der nördliche Hügel ist ähnlich gebaut.
Der See wird durch einen archäologischen Wanderweg erschlossen, der auch zu einer Reihe anderer Denkmäler (Bienenkorbhütten, fünf Hügelgräber, einem Hillfort, Menhiren und Steinreihen) führt.
Der Broch von Brounaban liegt östlich, zwischen dem Loch of Yarrows und der A99 (Straße) bei Borrowston.